# Emma Hodler
Emma Hodler (* 20. Oktober 1840, anderes Datum 1842 in Utzenstorf; † 31. Januar 1913 in Bern) war eine Schweizer Lehrerin, Schriftstellerin und Bühnenautorin.

## Leben

### Familie
Emma Hodler war die Tochter des Lehrers und späteren Notars, Fürsprechs und Oberrichters Jakob Hodler und dessen Ehefrau Anna Maria (geb. Späti); sie hatte zehn Geschwister, darunter als jüngerer Bruder der spätere Architekt Alfred Hodler. (* 2. Februar 1851 in Gurzelen; † 4. Mai 1919 in Bern)
Sie blieb unverheiratet; ihre letzte Adresse lautete Könizstr. 61 in Bern. Sie verstarb im Berner Lindenhofspital und fand ihre letzte Ruhestätte auf dem dortigen Bremgartenfriedhof.

### Werdegang
Emma Hodler besuchte die Schulen in Bätterkinden, Burgdorf und Bern. Von Franz Fröhlich, Direktor der Töchter-Fortbildungsschule in Bern, wurde sie zur Lehrerin ausgebildet. Anfangs, von 1860 bis 1870, war sie Primarschullehrerin in Kirchberg und darauf von 1871 bis 1895, unter anderem an der Neuengassschule und der Primarschule in der oberen Stadt in Bern.

### Schriftstellerisches und dramaturgisches Wirken
Durch die Schrift ihres Vaters Geschichte des Schweizervolkes und durch ihre eigenen Erfahrungen, wurde Emma Hodler angeregt, das Schauspiel Das Glück oder Nur ein Schulmeister zu verfassen und 1892 zu veröffentlichen. Nachdem das Stück mit 14 Aufführungen im Winter 1892 im Stadttheater Bern sehr erfolgreich war, bewarben sich im gleichen Jahr 30 Vereine aus den Kantonen Bern, Solothurn, Aargau und Zürich um das Aufführungsrecht des Stückes; bis zu ihrem Tod fanden über 500 Aufführungen statt.
Es folgten in den darauffolgenden Jahren weitere Schauspiele sowie auch Schwänke, die teilweise in Mundart verfasst waren, unter anderem 1897 A Radikalkur, 1898 Onkel Sebastians Testament und 1912 Es Schelmestückli. Ihre Stücke sind auch in Amerika gespielt und in viele Sprachen übersetzt worden.
Sie veröffentlichte 1893 Kleines für Kleine, eine Vers- und Liedersammlung für Kinder sowie Erzählungen und Kurzdramen für Jugendliche, die sie unter anderem in den Illustrierten Jugendblättern veröffentlichte.

## Mitgliedschaften
- Emma Hodler war als Sekretärin im, von Emma Müller-Vogt (1853–1936)[11] gegründeten, Frauenverein Berna (heute Landfrauenverband) aktiv[12], deren Keimzelle das Frauenkomitee Bern war; in deren Organ Berna veröffentlichte sie auch kleinere Erzählungen[13].

## Schriften (Auswahl)
- Das Glück oder Nur ein Schulmeister -  Vaterländisches Schauspiel in 4 Akten. 1892.
- Kleines für Kleine. 1893.
- Die Sühne - Volksstück mit Gesang und Tanz. 1893.
- Toleranz - bürgerliches Schauspiel in vier Akten. 1894. Erstaufführung fand am 3. August 1894 im Schänzli-Theater (heute Kursaal Bern) statt.[14]
- Eine Falle - Komödie in vier Akten. 1895.
- Am Grauholz. 1897.
- A Radikalkur - Berndeutschee Bauernszene. 1897.
- Die Samariterinnen - Schwank in einem Aufzug. 1897.
- Onkel Sebastians Testament -Schwank in drei Aufzügen. 1898
- Der Liebeserwecker - ein heiteres Spiel in 3 Akten. 1900.
- Ein Original aus der guten, alten Zeit. In: Die Schweiz, Band 4, Heft 19. 1900. S. 455–456.
- Der oder Keiner - Schwank in einem Aufzug. 1901.
- Mitfreud - Mitleid. 1902.
- Prophetische Träume. In: Die Schweiz, Band 6. 1902. S. 230–232.
- Die drei Glücksjäger - Schwank für drei Herren. 1903.
- Das letzte Zeichen. In: Die Schweiz, Band 7. 1903. S. 88–90.
- Unter dem Franzosenjoch - Dramatisches Zeitbild aus der Geschichte Berns in vier Akten. 1906.
- Der Widerspenstigen Zähmung - Humoristische Szene für 1 Herrn und 1 Dame oder zwei Damen. Aarau : H.R. Sauerländer, 1908.
- Des Weibes Patriotismus - Eine Landsturmszene von anno 1798. Aarau: H. R. Sauerländer, 1911 (2. Aufl.).
- Es Schelmestückli - Berndeutsches Lustspiel mit Gesang in drei Akten. Aarau, H. R. Sauerländer, 1912.